# Arrondissement administratif de Liège
Pour l’article homonyme, voir Arrondissement de Liège (France).
L'arrondissement administratif de Liège est un des quatre arrondissements administratifs de la province de Liège en Région wallonne (Belgique). Sa superficie est de 795,91 km2 et sa population au 1er janvier 2025 s’élevait à 631 023 habitants, soit une densité de 792,8 habitants/km² .
L'arrondissement administratif de Liège fait partie de l'arrondissement judiciaire éponyme ainsi que les autres arrondissements administratifs de la province de Liège hormis les communes de la Communauté germanophone.

## Histoire
L'arrondissement de Liège a été créé en 1800 comme le premier des trois arrondissements d'alors du département français de l’Ourthe. Il était composé des cantons de Dalhem, Fléron, Glons, Herve, Hollogne-aux-Pierres, Liège, Louveigné, Seraing et Waremme.
En 1821, le canton de Waremme fut retiré de l'arrondissement pour former l'arrondissement administratif de Waremme et le canton de Herve fut transféré à l'arrondissement de Verviers. La commune de Comblain-au-Pont fut cédée par l'arrondissement de Huy.
Lors de la fixation définitive de la frontière linguistique en 1963, les communes de Mouland et Fouron-le-Comte furent transférées à l'arrondissement de Tongres en contrepartie des communes de Bassenge, Ében-Émael, Lanaye, Roclenge-sur-Geer, Wonck et d'une partie de Sluse.
En 1965, les communes de Roloux et Voroux-Goreux furent cédées à l'arrondissement de Waremme.
En 1977, la commune de Neufchâteau fut prise à l'arrondissement de Verviers et les communes d'Ernonheid, Harzé, Neuville-en-Condroz, Éhein et Poulseur à celui de Huy. Simultanément les communes d'Anthisnes et Engis furent cédées à Huy.

## Communes et leurs sections

### Communes
- Ans
- Awans
- Aywaille
- Bassenge
- Beyne-Heusay
- Blegny
- Chaudfontaine
- Comblain-au-Pont
- Dalhem
- Esneux
- Flémalle
- Fléron
- Grâce-Hollogne
- Herstal
- Juprelle
- Liège
- Neupré
- Oupeye
- Saint-Nicolas
- Seraing
- Soumagne
- Sprimont
- Trooz
- Visé

### Sections
- Alleur
- Angleur
- Ans
- Argenteau
- Awans
- Awirs
- Ayeneux
- Aywaille
- Barchon
- Bassenge
- Beaufays
- Bellaire
- Berneau
- Beyne-Heusay
- Bierset
- Boirs
- Bombaye
- Boncelles
- Bressoux
- Cerexhe-Heuseux
- Chaudfontaine
- Chênée
- Cheratte
- Chokier
- Comblain-au-Pont
- Dalhem
- Dolembreux
- Ében-Émael
- Éhein
- Embourg
- Ernonheid
- Esneux
- Évegnée-Tignée
- Feneur
- Fexhe-Slins
- Flémalle-Grande
- Flémalle-Haute
- Fléron
- Fooz
- Forêt
- Fraipont
- Glain
- Gleixhe
- Glons
- Gomzé-Andoumont
- Grâce-Berleur
- Grivegnée
- Haccourt
- Harzé
- Hermalle-sous-Argenteau
- Hermée
- Herstal
- Heure-le-Romain
- Hognoul
- Hollogne-aux-Pierres
- Horion-Hozémont
- Housse
- Houtain-Saint-Siméon
- Ivoz-Ramet
- Jemeppe-sur-Meuse
- Jupille-sur-Meuse
- Juprelle
- Lanaye
- Lantin
- Liers
- Lixhe
- Loncin
- Louveigné
- Liège
- Magnée
- Mélen
- Micheroux
- Milmort
- Mons-lez-Liège
- Montegnée
- Mortier
- Mortroux
- Nessonvaux
- Neufchâteau
- Neuville-en-Condroz
- Othée
- Ougrée
- Oupeye
- Paifve
- Plainevaux
- Poulseur
- Retinne
- Richelle
- Roclenge-sur-Geer
- Rocourt
- Romsée
- Rotheux-Rimière
- Rouvreux
- Queue-du-Bois
- Saint-André
- Saint-Nicolas
- Saint-Remy
- Saive
- Seraing
- Slins
- Sougné-Remouchamps
- Soumagne
- Sprimont
- Tilff
- Tilleur
- Trembleur
- Vaux-sous-Chèvremont
- Velroux
- Villers-l'Évêque
- Villers-Saint-Siméon
- Visé
- Vivegnis
- Voroux-lez-Liers
- Vottem
- Wandre
- Warsage
- Wihogne
- Wonck
- Xhendremael

## Démographie
Le graphique suivant reprend sa population résidente
- Source: DGS , de 1806 à 1970=recensements population; à partir de 1980 = nombre d'habitants chaque 1 janvier[1]